# Азербайджанский учитель (газета)
Азербайджанский учитель — газета. Официальный печатный орган Министерства образования Азербайджанской Республики.

## История
В середине 30-х годов XX века в связи с ростом численности населения и расширением информационного пространства в Азербайджанской ССР росла потребность в подготовке педагогической прессы. 2 сентября 1934 года начала выходить газета «Коммунистическое просвещение» с целью способствовать развитию народного просвещения.
В связи с тем, что в газете больше внимания уделялось педагогическим вопросам, в 1938 году она была переименована в «Учительскую газету». Газета выходила под этим названием до июня 1941 года. В годы Великой Отечественной войны (с июня 1941 года по апрель 1946 года) издание газеты было приостановлено. С апреля 1946 года газета издавалась под названием «Азербайджанский учитель».
В 1992 году издание газеты было временно приостановлено вплоть до конца 90-х годов.
В газете «Азербайджанский учитель» свои работы публиковали такие ученые и академики, как Мехди Мехдизаде, Ахмед Сеидзаде, Мардан Мурадханов, Шовги Агаев, Нураддин Кязимов, Захид Гаралов, Башир Ахмедов, Мисир Марданов, Алигейдар Гашимов, Яхья Керимов, Азиз Эфендизаде, Гусейн Ахмедов, Акбар Байрамов, Абдул Ализаде, Аждар Агаев, а также народные учителя Захид Шойубов, Исрафил Шукюров и другие.

## Главные редакторы
В разные годы газету возглавляли Рустам Гусейнов, Агали Бадалов, Мираббас Асланов, Шахин Сафаров, Мухаммед Бахарлы. 
Текущий главный редактор — Байрам Гусейнзаде.